# Bodo Kox

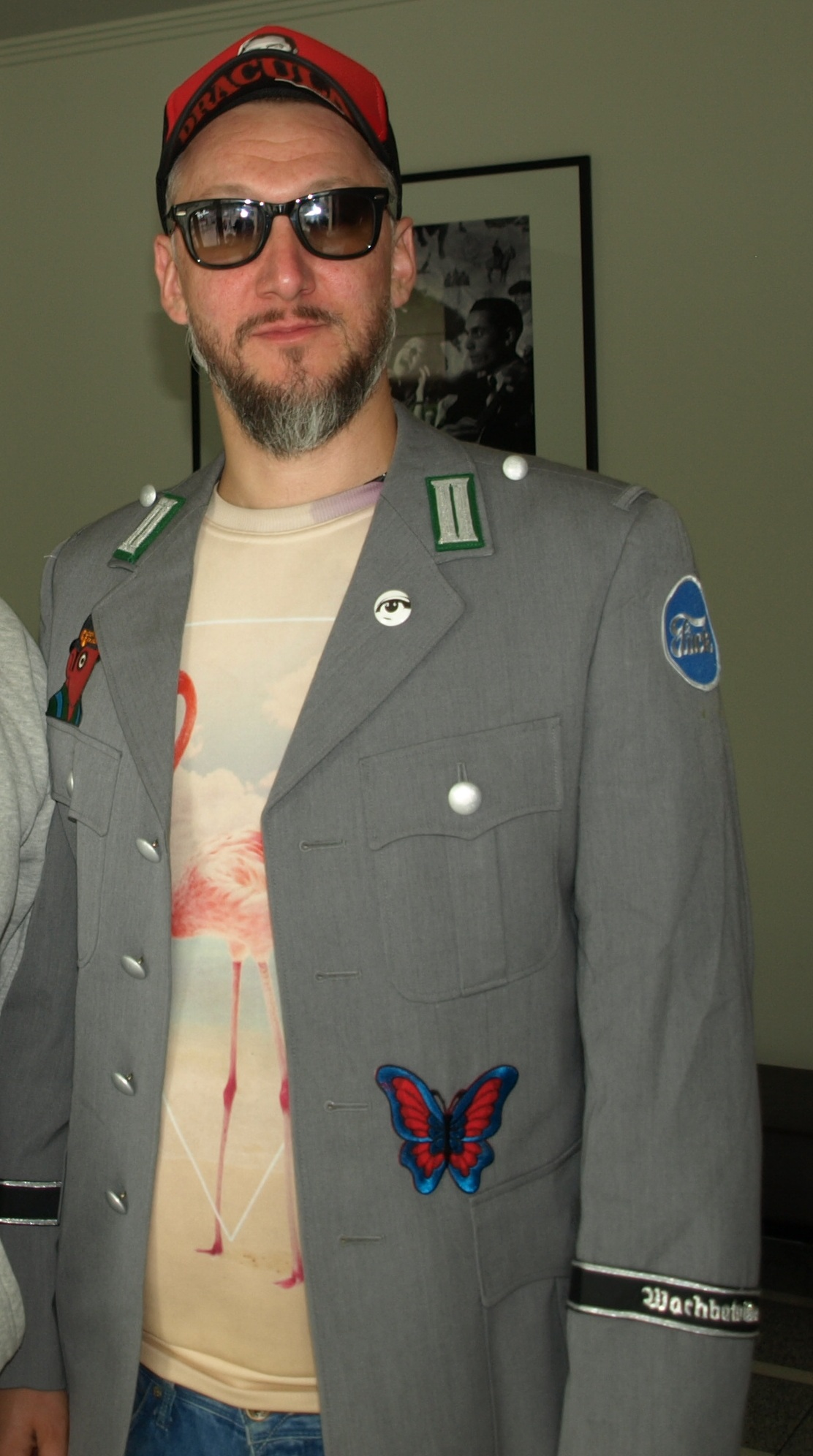
Bodo Kox (2014)

Bodo Kox (tên khai sinh: Bartosz Koszała, bút danh: Oskar Boszko, sinh ngày 22 tháng 4 năm 1977 tại Wrocław) là một đạo diễn điện ảnh, diễn viên và nhà biên kịch người Ba Lan.

## Tiểu sử
Bodo Kox tốt nghiệp chuyên ngành báo chí tại Khoa Ngữ văn Ba Lan của Đại học Wrocław vào năm 2002. Từ năm 2010 đến năm 2012,  anh theo học Khoa Đạo diễn tại Trường Điện ảnh, Truyền hình và Sân khấu Quốc gia Ba Lan ở Łódź.
Với vai trò là một đạo diễn kiêm biên kịch, Bodo Kox tạo nên tên tuổi với các bộ phim như Dziewczyna z szafy (2012), Czlowiek z magicznym pudelkiem (tên tiếng Anh: The Man with the Magic Box - 2017), và Sobowtór (2005). Trong đó, chỉ riêng phim Dziewczyna z szafy (2012) đã giúp Bodo Kox mang về 3 giải thưởng và 5 đề cử quan trọng, nổi bật nhất là Giải thưởng điện ảnh Ba Lan (Giải "Đại bàng'', 2014) ở hạng mục Khám phá của năm.
Ngoài ra, Bodo Kox cũng diễn xuất nổi bật trong nhiều bộ phim, chẳng hạn như vai Pablo trong phim Krew z nosa (2004) của đạo diễn Dominik Matwiejczyk, hay vai chính Gabriel trong phim hài Homo Father (2005).
Năm 2006, anh quyết định đổi họ và tên của mình thành Bodo Kox vì anh thích "sự ngắn gọn".

## Thành tích nghệ thuật

### Đạo diễn và biên kịch
- Silverman - 2004
- Marco P. i złodzieje rowerów - 2005
- Sobowtór - 2005
- Nie panikuj! - 2007
- Dziewczyna z szafy - 2012
- Człowiek z magicznym pudełkiem - 2017
- Ludzie i bogowie - 2020

### Diễn viên
- Gorący Temat  (2002−2003)
- Bolączka sobotniej nocy - 2003
- Krew z nosa - 2004
- Ugór - 2005
- Homo Father - 2005
- Emilia - 2005
- Sobowtór - 2006
- Nie panikuj! - 2007
- Pitbull - 2007 (tập 10)
- Wojna polsko-ruska - 2009